# Formiguer encaputxat
El formiguer encaputxat (Myrmochanes hemileucus) és una espècie d'ocell de la família dels tamnofílids (Thamnophilidae) i única espècie del gènere Myrmochanes Allen, 1889 que habita illes fluvials de les terres baixes fins als 500 m, per l'est dels Andes, de l'extrem sud-est de Colòmbia, est d'Equador, nord-est de Perú, nord de Bolívia i sud-oest del Brasil amazònic.